# 許席圖
許席圖（1945年—），生於臺灣台南州北港郡北港街（現雲林縣北港鎮），曾為台灣學生領袖，為白色恐怖受難者。

## 生平
1945年生於北港，與姐姐相依為命，先是就讀於國立政治大學企管系，後轉至法律系就讀，在政大就學期間，許席圖也擔任過國立政治大學代聯會總幹事；當時的國立台灣大學學生陳鎮國發起自覺運動以強化國民公德心，許席圖出任「中國青年自覺運動推行會」（自覺會）秘書長及主席。
1969年許席圖有意籌組「統一事業基金會」（統中會），打算以會員募股方式，籌募活動經費，推展公益事業，引發獨攬學生事務的救國團與情治單位注意。1969年2月許席圖被以「意圖顛覆政府」的罪名逮捕，關押於景美看守所。
許席圖在獄中被刑求而導致精神分裂症，在獨居房裡，日間是語無倫次、行動異常，夜間則大聲哀號「放我出去」，因此停止審判，1973年送入台北市立療養院，1977年送往臺灣省立玉里養護所，1983年改送至臺灣省立玉里養護所萬寧作業治療中心。
1990年許席圖在花蓮縣玉里鎮被過去的難友發現。2003年許席圖才領取到戒嚴時期不當審判補償金，並於2004年領得回復名譽證書。